# Euglenaria
Euglenaria – rodzaj jednokomórkowych euglenin z rodziny Euglenaceae.

## Morfologia
Wolno żyjące wiciowce zdolne do ruchów metabolicznych. Komórki pojedyncze o kształcie maczugowatym, wrzecionowatym lub cylindryczno-wrzeciowowatym – zwężającym się ku tyłowi na kształt ogonka. Wyjątkiem jest Euglenaria clepsydroides o kształcie klepsydrowatym. Poza gardziel wychodzi jedna wić służąca do pływania. Chloroplasty przyścienne, płatowate – diplopirenoidalne, tj. z pirenoidami położonymi na obu stronach chloroplastu. Brak mukocyst, czyli zbiorowisk śluzu.

## Odkrycie
Większość gatunków z rodzaju Euglenaria była już wcześniej opisywana jako gatunki rodzaju Euglena. W zasadzie, mimo że pewne cechy morfologiczne są wspólne dla tego rodzaju, brak jest cech pozwalających na jednoznaczne odróżnienie od innych przedstawicieli szeroko ujmowanego rodzaju Euglena. Badania molekularne z pierwszej dekady XXI w. wskazały, że 5 gatunków dotychczas zaliczanych do rodzaju Euglena tworzy wyraźnie wyróżniający się klad, dając podstawę do wyróżnienia nowego rodzaju. Autorami nowego taksonu zostali Eric W. Linton (Central Michigan University), Anna Karnkowska i Jan Kwiatowski (Uniwersytet Warszawski). Od tego czasu odkryto kolejny – nieznany wcześniej gatunek i nazwano go Euglenaria clepsydroides.

## Lista gatunków
W serwisie AlgaeBase do 2013 r. zgromadzono 4 gatunki i 2 odmiany tego rodzaju:
- Euglenaria anabaena (Mainx) Karnk. & E.W.Linton
  - Euglenaria anabaena var. minima (Mainx) Karnk. & E.W.Linton
- Euglenaria caudata (Hübner) Karnk., E.W.Linton & Kwiat.
  - Euglenaria caudata var. minor (Deflandre) Karnk. & E.W.Linton
- Euglenaria clavata (Skuja) Karnk. & E.W.Linton
- Euglenaria clepsydroides Zakryś